# Juan Huerta Gasset

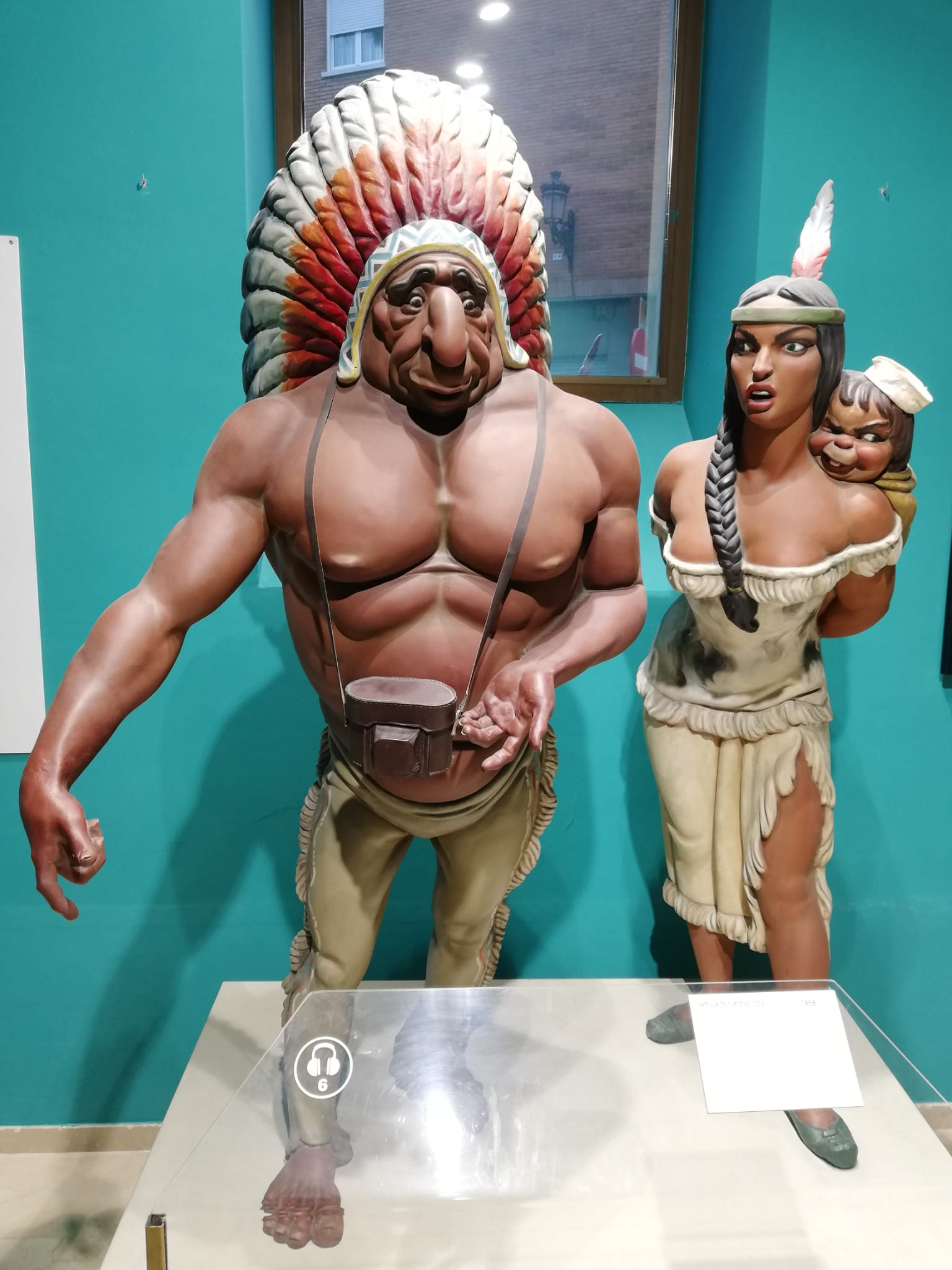
Ninot Indultat de les Falles de València 1956, obra de Juan Huerta per la Falla plantada a la demarcació d'Avda. Jose Antonio-Duc de Calàbria

Juan Huerta Gasset (València, 21 de març de 1925 - 21 de desembre de 2017) va ser un artista faller. Es va formar a l'Escola d'Arts i Oficis i a l'Acadèmia de Belles Arts de Sant Carles. Entra com aprenent a l'obrador de Regino Mas a l'època daurada de la Plaça del Mercat Central. Inicia la seua carrera en solitari als anys 50 signant les seues pròpies Falles. Així doncs debuta al 1950 plantant dues falles per les comissions de Guillem Sorolla-Recaredo i Blanqueries els lemes de les quals eren "Casa't i voràs" i "La tafaneria" respectivament.
Junt a Vicente Luna, Salvador Debón i Julián Puche forma part de l'anomenada Generació d'Or dels artistes fallers. És el primer artista en introduir en les Falles el buidatge íntegre de motles en cartró pedra i la caricatura en la creació dels ninots.
La seua producció artística compta amb una trentena de Falles. Destaquen tres primers premis en secció especial de les Falles de València aconseguits al 1957 amb "Els temps canvien" per la comissió Jose Antonio-Duc de Calàbria, al 1964 amb "Noé i el segle XX" plantada a l'encreuament de Convent de Jerusalem-Matemàtic Marzal i, per acabar, al 1966 amb "Pirateries" a la Plaça del Pilar, última Falla plantada per l'artista. Tres de les seues figures van ser els Ninots indultats que el públic amb el seu vot va decidir salvar del foc als anys 1956, 1957 i 1961. En 1958 planta la Falla de la Plaça de l'Ajuntament de València, encara a càrrec de la comissió El Foc. La temàtica de la mateixa va ser l'agraïment a les diferents regions d'Espanya per l'ajuda prestada durant la riuada de l'any anterior.
La seua obra tracta assumptes d'actualitat de les dècades dels 50, 60 i 70 vinculats al "Desarrollismo" franquista: l'èxode rural, l'impuls econòmic i l'impacte del turisme entre d'altres. A les seues escenes és habitual trobar la tipificació de la masculinitat associada a la rudesa i robustesa en oposició a un model de feminitat coqueta caracteritzada per la sensualitat.
Abandona la creació de Falles per passar a formar part de l'empresa Lladró durant 38 anys on desenvolupa la seua vessant d'esculptor creant peces per a la companyia de Tavernes Blanques junt a altres destacats artistes fallers. Una de les obres més ressenyades d'aquesta època és la realització d'una figura exclusiva de Michael Jackson encarregada pel famós cantant.